# Phare de Homlungen

Le phare de Homlungen (en norvégien : Homlungen fyr) est un phare actif situé dans l'Oslofjord extérieur, sur îlot de Gullhomen, dans la commune de Hvaler, comté d'Østfold.
Il est géré par l'administration côtière norvégienne (en norvégien : Kystverket).
Il est classé patrimoine culturel par le Riksantikvaren.

## Historique
Le phare est situé proche de l'île de Kirkøy, face à Skjærhalden.
Le phare se compose d'un bâtiment en bois avec une tour de toit. Le phare a été construit en 1867 et reconstruit en 1915. Après cette époque, la façade extérieure a peu changé. Le phare a un appareil à lentille de Fresnel de 4éme ordre de 1878 et provenant de France et des parties de la couverture d'origine sont encore intactes. Le phare est ouvert pour les nuitées dans le cadre du sentier côtier de l'Oslofjorden Friluftsråd (OF).
Il est intégré au Parc national d'Ytre Hvaler.

## Caractéristiques dufeu maritime
Identifiant : ARLHS : NOR-125 ; NF-005500 - Amirauté : B2222 - NGA : 0116.

### Galerie

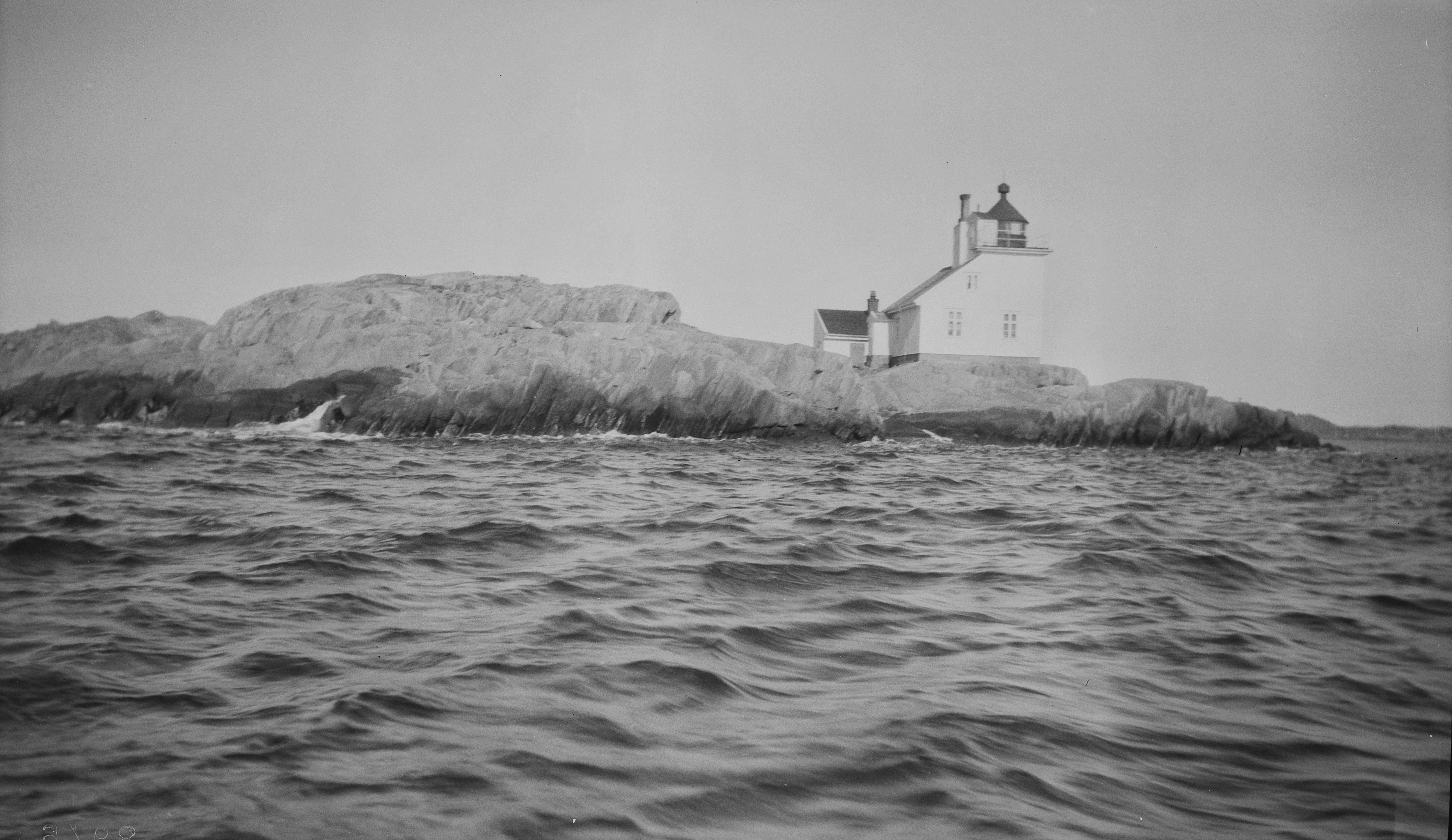
Îlot de Homlungen
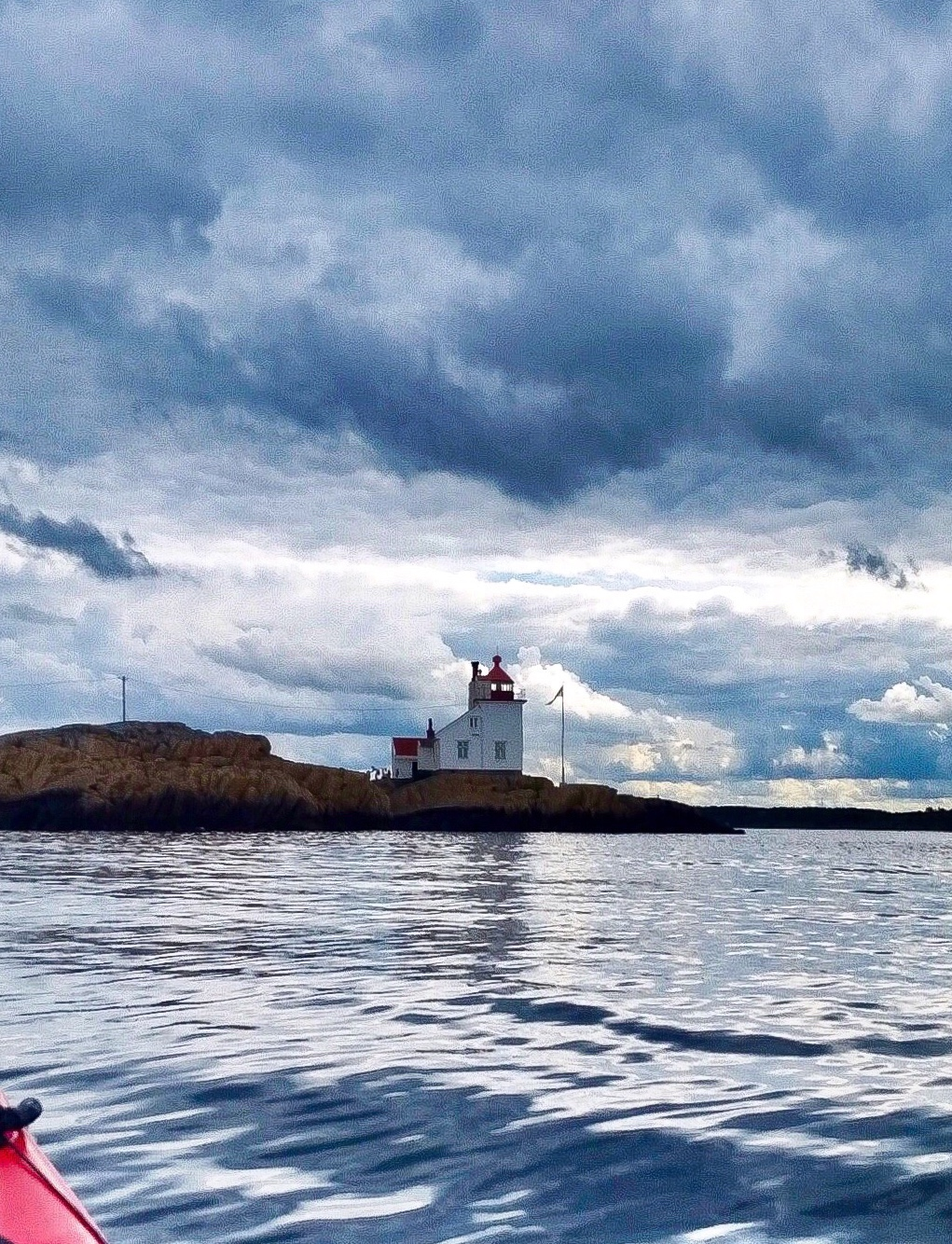
Le phare

### Lien connexe
- Liste des phares de Norvège